# Stoke Space
Stoke Space Technologies est une société américaine de lancement spatial basée à Kent, en banlieue de Seattle, dans l'État de Washington.

## Historique
La société a été fondée par un groupe d'anciens employés de Blue Origin et SpaceX.
En mai 2020, la société a remporté une subvention SBIR (Small Business Innovation Research (en)) Phase I de 225 000 $ de la National Science Foundation pour travailler sur une solution de propulsion intégrée pour des étages supérieurs de fusées réutilisables.
En février 2021, la société a levé 9,1 millions de dollars en financement d'amorçage lors d'un cycle mené par les fonds de capital-risque NFX et MaC Venture Capital.
En décembre 2021, la société a levé 65 millions de dollars lors d'une offre de capital-risque de série A, finançant le développement et les tests de son étage supérieur d'un lanceur réutilisable. Breakthrough Energy Ventures (en), l'initiative de technologies propres de plusieurs milliards de dollars créée par le cofondateur de Microsoft, Bill Gates, menait l'offre de capital-risque.

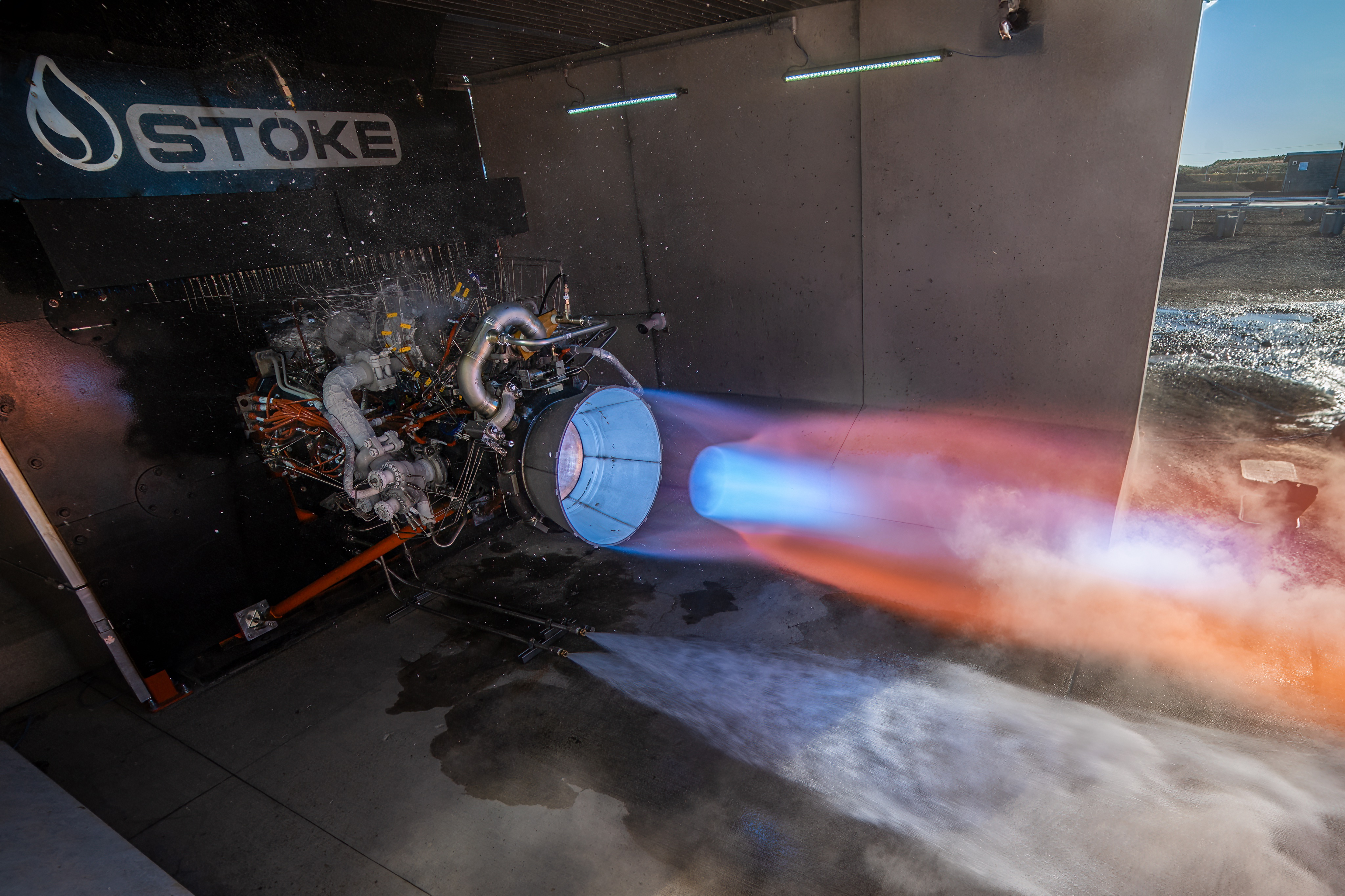
Essai d'un des moteurs du premier étage

Essai de l'ensemble de moteurs annulaire du deuxième étage

Après avoir reçu de l'argent, Stoke Space a rapidement commencé à développer du matériel réel. En 2022, la société avait déjà créé un prototype de son moteur annulaire de deuxième étage de lanceur. Leur prototype avait effectué pas moins de 22 tirs statiques au total. Cette même année, Stoke Space a eu une interview avec Tim Dodd.
Au cours des premiers mois de 2023, Stoke Space a terminé la construction de son deuxième étage à échelle réelle, déclarant qu'il allait effectuer une campagne de sauts, similaires à celles du prototype Starhopper de SpaceX.
Le 8 mars 2023, la société a obtenu l'usage du Complexe de lancement 14 à la base de lancement de Cap Canaveral en Floride comme future rampe de lancement pour ses véhicules.
Le 18 mars 2023, le deuxième étage de Stoke Space a effectué un Wet Dress Rehearsal, un test de remplissage et une simulation de lancement interrompue juste avant l'allumage des moteurs, où la société a chargé à la fois de l'oxygène liquide (LOX) et de l'hydrogène liquide dans les réservoirs de l'étage.

Bond du prototype Hopper SN2

Le 17 septembre 2023, Stoke Space a effectué un test de saut de 10 mètres d'altitude mené par son prototype « Hopper2 », testant sa méthode unique de direction différentielle. En 15 secondes, le véhicule a allumé ses 15 chambres de poussée (la moitié de la quantité utilisée sur le véhicule opérationnel), s'est élevé à 10 mètres du sol, a montré sa capacité à se diriger sans cardan sur les moteurs ni moteurs vernier comme les fusées traditionnelles et a testé le bouclier thermique activement refroidi avant d'atterrir avec succès sous trois jambes d'atterrissage.
En octobre 2023, Stoke Space a annoncé un cycle de financement de série B de 100 millions de dollars,.

## Installations
La société exploite une installation d'essai de fusées sur un site de 30 ha près de l'aéroport de Moses Lake.

## Technologie
Stoke Space propose un lanceur spatial entièrement réutilisable, nommé Nova, et se concentre sur son deuxième étage.
Le deuxième étage réutilisable de Stoke Space utilise un seul moteur, brûlant les ergols hydrogène liquide et oxygène liquide, avec 30 chambres de combustions réparties autour de la circonférence de la base de l'étage, ainsi qu'un dégazage passif central pour créer un effet de type tuyère aerospike. De plus, la purge centrale agit comme un bouclier thermique lors de la rentrée, éliminant le besoin de bouclier thermiques ablatifs à remplacer après chaque vol ou de tuiles de céramique cassantes qui nécessitent des inspections détaillées et de longues rénovations sur d'autres véhicules spatiaux,, comme l'orbiteur de la navette spatiale américaine.
Pour son premier étage réutilisable, l'entreprise propose 7 moteurs-fusées conventionnels à cycle à combustion étagée full-flow, brûlant le mélange méthane liquide-oxygène liquide, configuration similaire au Raptor de SpaceX,.